# Flores raras
Flores raras es una película brasileña de 2013, dirigida por Bruno Barreto. Está basada en el libro Flores Raras e Banalíssimas de Carmen L. Oliveira, que cuenta la historia de amor entre la arquitecta brasileña Lota de Macedo Soares y la poeta estadounidense Elizabeth Bishop. Lota es interpretada por Gloria Pires, en su primer papel en inglés, y Bishop por la australiana Miranda Otto.
En España la película fue titulada Luna en Brasil, en América Latina Tocando la luna y en el mercado en inglés Reaching for the Moon. El presupuesto total de la producción fue de 9.630.000 reales.

## Sinopsis
La película transcurre en Petrópolis, en su mayor parte, y en Río de Janeiro entre 1951 y 1967. Cuenta la historia de amor entre la poeta estadounidense Elizabeth Bishop y la arquitecta brasileña Lota de Macedo Soares. La relación entre ambas mujeres coincide en el tiempo con el surgimiento de la bossa nova y la construcción e inauguración de Brasilia como nueva capital de Brasil.

## Elenco
- Glória Pires como Lota de Macedo Soares.
- Miranda Otto como Elizabeth Bishop.
- Tracy Middendorf como Mary Morse.
- Treat Williams como Robert Lowell.
- Marcello Airoldi como Carlos Lacerda.
- Luciana Souza como Joana.
- Tânia Costa como Dindinha.
- Marianna Mac Nieven como Malu.
- Marcio Ehrlich como José Eduardo Macedo Soares.
- Anna Bella como Kathleen.

## Premios
En la 13a. edición del Gran Premio del Cine Brasileño en 2014, obtuvo los premios a Mejor dirección (Bruno Barreto), Mejor actriz (Glória Pires) Mejor dirección artística (José Joaquim Salles) y Mejor vestuario (Marcelo Pies). También estuvo nominada en las categorías Mejor largometraje de ficción, Mejor dirección de fotografía (Mauro Pinheiro Jr.), Mejor maquillaje (Ancelmo Saffi), Mejor efecto visual (Robson Sartori), Mejor guion adaptado (Matthew Chapman y Julie Sayres, basado en guion de Carolina Kotscho), Mejor montaje de ficción (Letícia Giffoni), Mejor sonido (Paulo Ricardo Nunes, Alessandro Laroca y Armando Torres Jr.) y Mejor banda sonora (Marcelo Zarvos).
En el Festival Internacional de Cine de Berlín 2013 obtuvo el segundo lugar en el Premio Panorama del Público (Ficción).